# Illa de Roanoke
L'illa de Roanake es troba al comtat administratiu de Dare a Carolina del Nord, Estats Units. Fa 46,5 km² i té 6.724 habitants (cens del 2000). És coneguda principalment pel fet d'haver estat el lloc de la primera colònia (Roanoke Colony) o assentament humà anglès als actuals Estats Units, en el que després seria la Colònia de Virgínia (Virginia Colony). Aquesta empresa va ser finaçada i organitzada per Sir Walter Raleigh (ell no va estar mai a Amèrica) i portada a terme per Ralph Lane i Richard Grenville, un cosí llunyà de Raleigh. El grup final d'aquests colonitzadors va desaparèixer durant la guerra angloespanyola de 1585-1604, tres anys després que partís d'Anglaterra el darrer vaixell de subministraments per a la colònia. Aquest assentament es coneix com "La colònia perduda" (The Lost Colony) i la manera com acabaren els colons encara es desconeix.
El 25 de març de 1584 la reina Elizabeth I d'Anglaterra encarregà a Walter Raleigh la colonització de la zona de la colònia de Virgínia.:9 Raleigh i Elizabeth pretenien obtenir riqueses del Nou Món i una base per atacar Espanya.
El 27 d'abril de 1584, Raleigh disposà una expedició portada a terme perPhillip Amadas i Arthur Barlowe per explorar la costa est d'Amèrica del Nord. Arribaren a l'illa Roanoke el 4 de juliol de 1584,:32 i aviat establiren relacions amb els indígenes nord-americans, els Secotans i Croatans. Raleigh organitzà una segona expedició a càrrec de Sir Richard Grenville.
La flota de cinc vaixells principals de Grenville partí de Plymouth el 9 d'abril de 1585, 

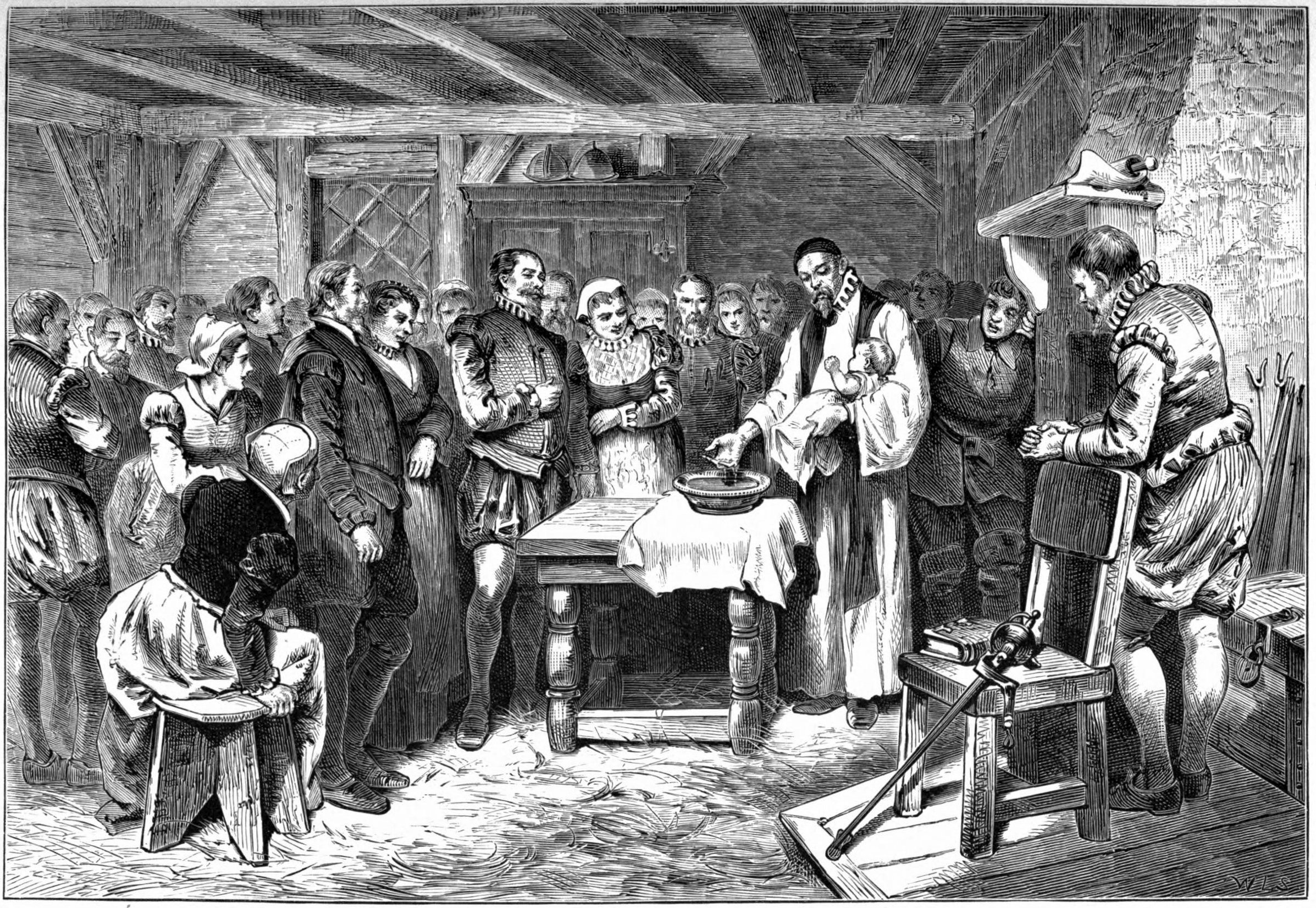
Bateig de Virginia Dare, el primer naixement que hi va haver de descendents anglesos a Amèrica del Nord. Litografia de 1880

El 1587, Raleigh envià un nou grup de 150 colons per tal d'establir una colònia a Chesapeake Bay amb ordres que passessin primer per la colònia de Roanake però quan hi arribaren, el 22 de juliol de 1587, ja no trobaren ningú allí excepte un esquelet.
Entre les hipòtsis sobre la desaparició està la s'haver estat integrats en les poblacions indígenes, la fam (s'han investigat els factors climàtics) i/o el canibalisme.